# Boldogfai Farkas-kúria (Bagod)
A Farkas alsóbagodi kúria egykor a Zala vármegyei birtokos, nemesi származású boldogfai Farkas család tulajdona volt. Manapság Bagod község faluháza.

## Az épület története
A boldogfai Farkas család egyik ága a 19. század elején Boldogfáról (ma Zalaboldogfa) Bagodba költözött át. Boldogfai Farkas János (1774-1847) táblabíró megvásárolta báró Sennyey alsó- és felsőbagodi földbirtokait, és ott telepedett le családjával. Később fia, boldogfai Farkas Imre (1811-1876) főszolgabíró számára az özvegye, Horváth Alojzia (1831–1919) építtetett családi magánkápolnát a község temetőjében. Az alsóbagodi nemesi kúriát Farkas Imre halála után, fia, boldogfai Farkas Gábor (1863–1925) örökölte meg; a felsőbagodi kúriát és földbirtokát pedig Gábor bátyja, boldogfai Farkas József (1857–1951) örökölte meg, majd József fia, Farkas Kálmán lett a következő felsőbagodi földbirtokos.
A boldogfai Farkas család bagodi ága több nemzedéken át birtokolta és több ízben bővítette az alsóbagodi nemesi kúriát. Az agglegény boldogfai Farkas Gábor (1863-1925) halála után unokaöccse, Farkas József fia, dr. boldogfai Farkas Tibor (1883-1940), legitimista politikus, országgyűlési képviselő, örökölte, ő lett az alsóbagodi boldogfai Farkas kúria utolsó tulajdonosa. Halála után özvegye, pálfiszegi Pálffy Judit (1906-1993) két árva gyerekével, Farkas Elekkel és Farkas Erzsébettel egy ideig a kúriában lakott, azonban a kommunizmus elején kitelepítették őket, az épületet és birtokot pedig államosították. 1986-ban Makovecz Imre építész és kollégája, Koppány Zoltán tervei alapján a boldogfai Farkas kastélyt felújították, és faluház céljára alakították át. Az udvarház egy 375 m2 alapterületű egyszintes épület, amely a nagyobb nemesi kúriák kategóriájába sorolható.